# Koraljno more
Koraljno more je rubno more uz sjeveroistočnu obalu Australije i dio je Tihog oceana. 
More je omeđeno na zapadu istočnom obalom Queenslanda, na istoku Vanuatuom i Novom Kaledonijom. Južno omeđenje mora je Tasmanovo more, a na sjever se prostire do južnih krajeva Papue i Salomonovih Otoka.
U Koraljnom moru nalazi se Veliki koraljni greben.

## Vanjske poveznice
|  | Zajednički poslužitelj ima još gradiva o temi Koraljno more |